# Giovanni Battista Mainero
Giovanni Battista Mainero (1600 - 1657) foi um pintor italiano do período barroco. Foi um aluno de Luciano Borzone e pintou temas históricos, de pequeno porte, que foram muito admiradas, mas abandonou o ramo para pintura de retratos